# Зефирин (папа римский)
Святой Зефирин (лат. Zephyrinus; ? — 20 декабря 217) — епископ Рима с 28 июля 199 года по 25 августа 217 или 20 декабря 217 года. По «Церковной истории» Евсевия Кесарийского (6,21), Зефирин был епископом 18 лет и умер в 1-й год Гелиогабала (218—222), что с учётом приведённых там датировок предыдущих и последующих епископов соответствует датам правления 201—218/219.

## Биография
Римлянин. Отец — Habundius. Зефирин причислен к лику святых. Память в Католической Церкви 20 декабря.

### Деятельность
Зефирин не был образован.
Сразу после избрания вызвал к себе исповедника Каллиста и назначил его смотрителем катакомб (лат. coemeterium) — позже они названы катакомбами св. Каллиста. Каллист также стал диаконом Римской Церкви и советником Зефирина.
Liber Pontificalis приписывает Зефирину 2 постановления: о посвящении в духовный сан и о евхаристической литургии в главных церквях Рима.
При нём император Септимий Север в 202/3 издал указ о запрещении принятия христианства под угрозой суровых наказаний. Однако римских мучеников этого периода не известно.

### Борьба с ересями
В правление Зефирина ученики еретика Феодота-кожевника уговорили исповедника Наталия быть антиепископом Рима за 150 динариев в месяц. «В конце концов он был избит святыми ангелами, всю ночь его бичевавшими. Встав поутру, весь в ранах, он надел рубище, посыпал голову пеплом и кинулся в ноги епископу Зефирину». Впоследствии Наталий раскаялся и был воссоединён с Церковью.
Монтанист Прокл издал труд в защиту новых пророчеств. Римский христианин Гай написал диалог против Прокла. Гай считал Апокалипсис св. Иоанна сочинением еретика Керинфа. Ипполит в опровержение написал «Capita contra Caium» («Главы против Гая»). Ипполит защищал доктрину Божественного Логоса; Зефирин не соглашался ни с Ипполитом, ни с монтанистами, и говорил, что признаёт лишь одного Бога — Христа. Это вылилось в конфликт Зефирина и позже Каллиста с Ипполитом.